# Joseph Lopreato

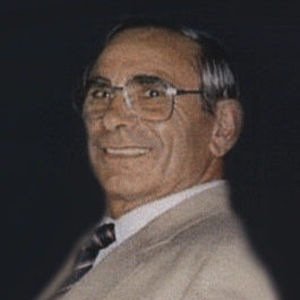

Joseph Lopreato (Stefanaconi, 13 luglio 1928 – Georgetown, 25 marzo 2015) è stato un sociobiologo e scrittore statunitense di origine italiana.

## Biografia
Nato da Francesco e Marianna Pavone in Italia, dopo aver conseguito il PhD alla Yale University nel 1960, ha insegnato in varie università americane ed europee. È stato ordinario di teoria sociologica ed evoluzionistica all'Università del Texas ad Austin, dove è stato anche direttore di uno dei maggiori dipartimenti di sociologia negli Stati Uniti. Nel 1992 ricevette il Premio Guido Dorso e nel 2002 fu nominato per il premio scienza della Fondazione Internazionale Balzan.
È iscritto nel Marquis Who is who in America e Who is who in the World e Who's Who in Science and Engineering.
Ha vissuto gli ultimi anni della sua vita a Georgetown, Texas, dove è morto il 25 marzo 2015. È sepolto ad Austin, Texas.

## Opere
I suoi scritti costituiscono un centinaio di articoli e vari libri fra i quali Paesants no more, Mai più Contadini, Italian Americans, The Sociology of Vilfredo Pareto, Class Conflict and Mobility, Human Nature and Biocultural Evolution, "'Evoluzione e Natura Umana"' e Crisis in Sociology: The Need for Darwin.
| Controllo di autorità | VIAF (EN) 60290386 · ISNI (EN) 0000 0001 0978 2094 · LCCN (EN) n82231306 · GND (DE) 134125339 · BNF (FR) cb13482854j (data) · J9U (EN, HE) 987007455082105171 |